# Колин
Колин (на чешки: Kolín; на немски: Kolin) е град в Средночешкия край на Чехия, разположен на река Елба. Център на община с разширени правомощия и административен център на едноименния окръг Колин. Железопътен възел.

## История
Основан е от Венцеслав I под името Нова Колония през XIII век. През 1261 г. (годината на първото писмено споменаване на града) Колин има статут на кралски град. През 1475 – 1488 г. Хинек от Подебрад, известен писател от епохата на Ренесанса, син на Иржи от Подебрад, живее в колинския замък. На 18 юни 1757 г., по време на Седемгодишната война, близо до града се състои известното Колинско сражение. В периода XV – началото на XX век, в Колин се намира една от най-големите еврейски общини на територията на Чехия; която по време на Втората световна война почти изцяло е унищожена в концлагера Терезин; остават живи едва 60 колински евреи.

## Промишленост
- Машиностроене:
  - Вагоностроене
  - Производство на електротехническо оборудване
  - Завод Toyota Peugeot Citroën Automobile Czech
- Химическа и хранителна промишленост.

В Колин, под търговската марка „Ураган D2“, и до днес се произвежда средство, известно повече с името „Циклон Б“, – продукт на химическата промишленост, използван за масовите убийства в газовите камери през Втората световна война.

## Забележителности
Градът е известен с готическата църква „Свети Вартоломей“ (построена през втората половина на 14 век от Петер Парлерж) и синагогата си в бароков стил.
В града всяка година се провежда фолклорния фестивал „Kmohuv Colin“.

## Известни жители
- Винсенц Морстат (1802 – 1875) – чешко-австрийски художник-пейзажист, график.
- Отакар Фишер (1883 – 1938) – чешки поет, преводач, литературен критик, професор по немска литература.
- Лев Борски (1883 – 1944) – публицист и философ.
- Йозеф Судек (1896 – 1976) – фотограф.